# マーブル★ブルマ
『マーブル★ブルマ』は、Noesisから2008年10月10日に発売された成年向けの恋愛アドベンチャーゲーム。『放課後の先パイ』でヒットを飛ばした同ブランドの第2作であり、ロープライスでブルマに特化した内容となっている。
2013年10月30日には、ぷちぱら文庫（パラダイム）からノベライズ版が刊行されている。

## ブルマの衰退

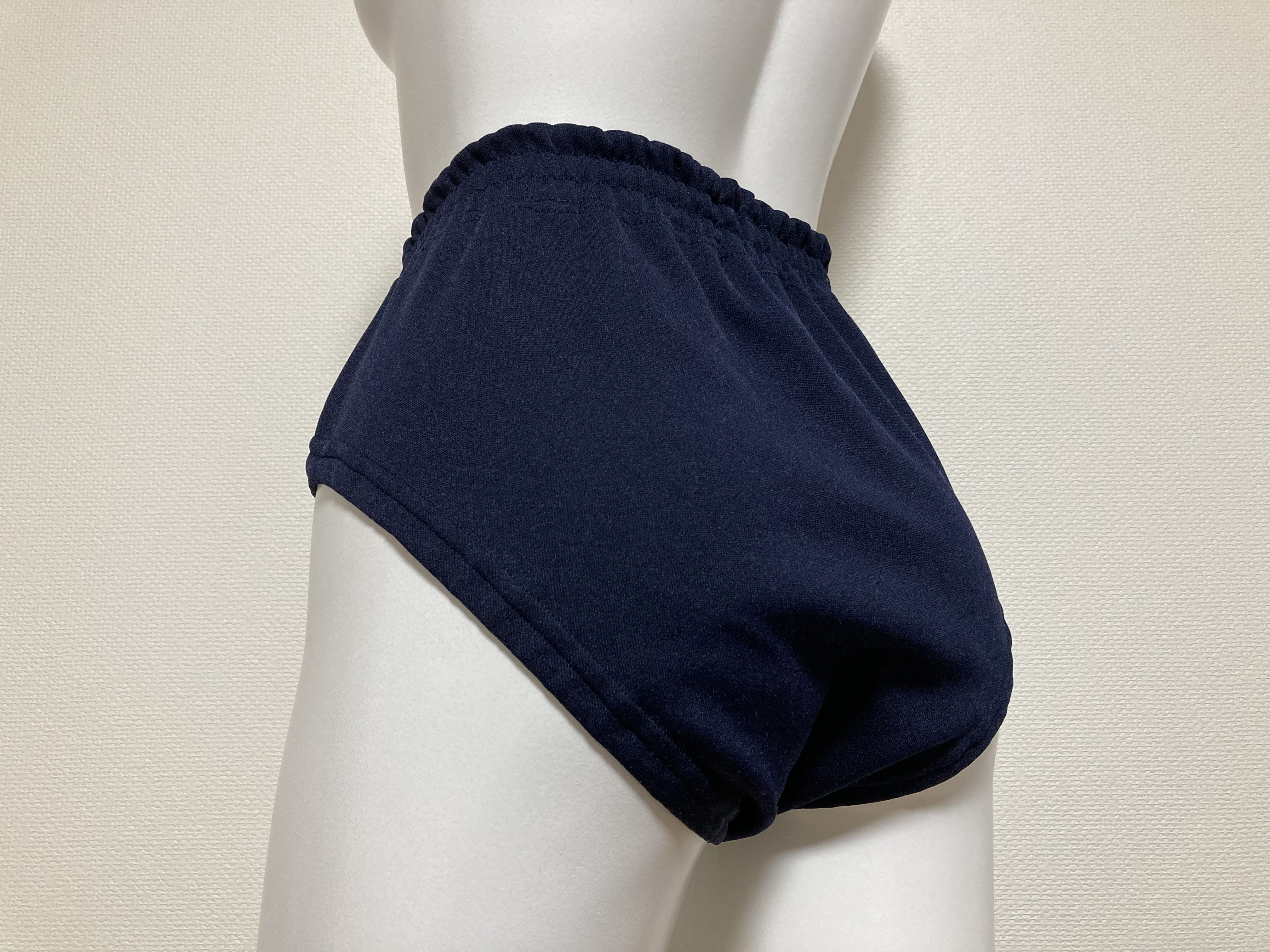
密着型ブルマ。

明治時代に日本へ紹介されたブルマは、1960年代半ばから女子の学校体育服として定着していくが、初期のちょうちん型から変遷した密着型のデザインは、同時に男性の性的なまなざしの対象ともなっていった。密着型ブルマは1992年以降、ハーフパンツなどへと急速に移行していく。ライターの宮本直穀によれば、女子体育服としてブルマを採用する公立校が、2005年にはついにゼロになった。2017年現在、ブルマは教育現場からほぼ一掃されている。
ブルマの衰退以降、フィクションの一般作品では女子キャラクターもハーフパンツなどを体操服として着用する描写が普通になっていくが、アダルト作品では「ノスタルジックなファンタジー」（宮本）としてブルマの文化が一部に残り続けた。
本作はブルマに特化した内容をコンセプトとしている。

## システム
本作のヒロインは2人である。いわゆる共通ルートにあたるものは存在せず、プレイヤーはゲーム開始時にどちらかのヒロインを選択し、2本のシナリオを独立に読み進める形式となっている。選択肢による分岐があり、プレイヤーの選択によってはバッドエンドを迎えることもある。2本のシナリオをクリアするとタイトル画面に「おまけ」メニューが解放され、追加エピソードをプレイできるようになる。
日常の描写・ドラマ展開は抑制されており、セックスシーンに重点が置かれている。セックスではヒロインが必ずブルマを着用しており、キスシーン以外のすべてのイベントCGにブルマが描かれている。イベント以外でもブルマが常に見えるように、ヒロインの立ち絵も太ももから上が見えるように調整されている。ブルマのカラーリングはオプション機能「いつでもブルマチェンジシステム」により、  紺、  赤、  緑、  ピンク、  白の5色のうち好きな色へ任意のタイミングで変更することが可能である。

## あらすじ・登場人物
主人公の館山 ヒロキ（）はブルマに対して尋常でない愛着を抱きつづける青年である。女子体育服としてブルマが残っているからという理由で進学した舞台学園で、ブルマと過ごす時間を少しでも長く延ばすため、体育祭の実行委員に立候補する。本作のストーリーは、ヒロキが体育祭の準備期間中、クラスメイトの朝霧ルナ・成川サキとブルマプレイを繰り広げるというものである。
朝霧ルナ編
朝霧ルナはクール系のポニーテールのヒロインである。運動の得意そうな、すらりと引き締まったスタイルで、ヒロキからは「あのブルマの着こなしはただ者ではない」と一目を置かれている。このシナリオでは、ヒロキと一緒にルナも体育祭実行委員を務めることになり、体育倉庫でのハプニングが切っ掛けで肉体関係を持つようになる。ルナもまたブルマを履くと興奮する特殊な性癖の持ち主だったことが判明する。
成川サキ編
成川サキはどこにでも居そうな、ツインテールのヒロインである。小柄で童顔だが体型は発育がよく、ギャップがある。このシナリオでは、冒頭でサキに告白され、交際を始めるという展開になる。サキはヒロキの本当の姿を知るにつれ幻滅を隠せなくなっていくが、ブルマプレイには律儀に付き合っていく。やがて二人に破局の危機が訪れる。
おまけエピソード
ヒロキはサキにルナを引き合わせ（ここでルナ編とサキ編が同時進行だったことがプレイヤーに明かされる）、3Pをする。

## スタッフ
- シナリオ - 鈴鹿美弥[3][4]
- 原画 - 珈琲貴族[3][4]
- 音楽 - 折倉俊則[2]
- プロデュース - 杉菜水姫[5]

## 開発
Noesisは学園ものを中心に、フェチに特化した作品を開発するブランドとして設立された。処女作の『放課後の先パイ』は制服に特化したものであったため、本作ではブルマをコンセプトに据える運びとなった。同ブランドの企画・原画を担う珈琲貴族は、スクール水着の方向性も一度は検討したが、自身のフェチが及ばないだろうため断念したという。
珈琲貴族は、ヒロインのデザインには色との相性があることに気付いていた。この知見は「いつでもブルマチェンジシステム」の実装に繋がることとなった。本作タイトル中の「マーブル」も5色のブルマに由来している。とはいえこの仕組みのため、ロープライスの作品でありながら、差分も含めたCGの総数は250枚を超えることになった。珈琲貴族はひと月あたり12ないし13枚の原画作業をこなしていった。なお特にこだわったのは白色ブルマの描写であったとしている。

### キャラクターデザイン
朝霧 ルナ
珈琲貴族いわく「隠れ変態」。
髪型は数パターンのデザイン案から、スタッフの多数決によって選ばれたもので、珈琲貴族がゲーム原画を担当した初めてのポニーテールキャラクターとなった。そのため髪の毛、特に結び目の描き方には腐心したという。
成川 サキ
珈琲貴族いわく「おっとり＋天然ボケ＋尽くし系」。
小柄・童顔・巨乳という設定は珈琲貴族が好んでいてよく使うものである。ツインテールは金髪にすることも検討したが、ツンデレのように見えてしまうため却下され、代わりにピンクが採用されたものだという。

## 反響

### 売り上げ
本作のパッケージ版は発売月（2008年10月）の売り上げにおいて、PCpressの集計では28位を記録した。アダルトゲーム月刊誌『BugBug』の集計では上位20位の圏外であった。

### 批評
2008年に本作をレビューした「にゅーあきば.こむ」は、本作の最大の特徴は「いつでもブルマチェンジシステム」であるとし、「自分が通っていた中学、高校のブルマの色に合わせれば興奮も倍増」すると評している。また、ヒロインから「私とブルマ、どっちが好きなんですか」と責められて「ブルマ」以外の選択肢が出てこないような主人公の言動を、ブルマ好きのプレイヤーの気持ちを代弁したものであると書いている。
『BugBug』2008年12月号に本作のレビューが掲載されている。レビュアーを務めた落語家・立川談之助は、本作はブルママニアのプレイヤーにはうってつけであると賞している。やはり「いつでもブルマチェンジシステム」が優れているとし、「同じブルマでもデフォルトの紺と色変わりブルマの赤や緑ではずいぶん女のコのイメージが変わる」と分析している。おまけエピソードのルナとサキの3Pシーンで、2人のブルマの色を独立して設定できる点も肯定的に評価している。
『とんがりギャルゲー紀行』（2020年、ジーウォーク）を著しているライターの松田ゆのじが、2021年の同連載記事において本作を取り上げている。松田は、本作の主人公を「紛うことなき変態」であるとし、作品の味の濃さはロープライスとも思われないほどだと述べている。一方では、珈琲貴族の描くヒロインのCGも作品の濃さとは違う方向に魅力を発揮していたと肯定的に言及しており、本作を「ブルマだけでなく、〔主人公に呆れるヒロイン2人の〕ジト目もいいゲーム」と評価している。一方、「ロープライスゲームのなかではわりと好きなゲームなのですが、どうも知名度が低いようなのが残念」と嘆じている。

## 関連商品
2009年にBrainPOLICEからヒロイン2人の抱き枕カバーが発売された。同年5月の「DreamParty東京2009春」ではグングニルが本作のビジュアルファンブックを販売している。
2013年10月30日には、ぷちぱら文庫（パラダイム）からノベライズ版が刊行されている。著者は緒莉、イラストは珈琲貴族。紺ブルマの似合うルナ編と、赤ブルマの似合うサキ編が同時進行していく様子を明示的に描いている。ISBN 978-4894903517。